# Força de corpo
Força de corpo é uma  força que atua no volume de um corpo. É distinta de uma força de superfície, que atua somente sobre a área superficial de um corpo.
Na mecânica dos fluidos forças de volume são uma parte das equações de Navier-Stokes, descrevendo a influência de forças externas, como por exemplo a força peso, ou a força inercial de um fluido.